# George Norman Lippert
George Norman Lippert is een Amerikaanse schrijver van fanfictie. In 2007 kwam hij in het nieuws door het boek James Potter en de Hal der Oudste Kruising, een fanfictie over de oudste zoon van Harry James Potter. In 2008 kwam zijn eigen werk Flyover Country uit op Lulu.com.  Lippert is animator van beroep. Voor zijn James Potter-verhalen maakte hij zelf 3d trailers. 

## Riverhouse
In 2009 heeft Lippert het boek the Riverhouse geschreven. Het boek is, in tegenstelling tot zijn meeste werken, niet in de trant van Harry Potter geschreven. Het verhaal is voor trouwe fans van Lippert op internet uit gegeven en niet bereikbaar voor anderen. Het boek is dus nog niet permanent uitgegeven. Lippert wil dat the Riverhouse uitgegeven wordt door een uitgeverij.

## Werken
- James Potter en de Hal der Oudste' kruising, Fanfictie(2007)
- Flyover Country (2008)
- The girl on the dock , in de Wereld van Harry Potter (2008)'
- James Potter en de Vloek van de Poortwachter, Fanfictie(2008)
- The God of lost Things (2009)
- James Potter en de Kluis der Lotsbestemming, Fanfictie(2010)
- James Potter en het Morrigan Web, Fanfictie(2014)
- James Potter en de Rode Draad, Fanfictie(2018)